# Floyd Bean
Floyd Bean (Ladora, 30 augustus 1904 - Cedar Rapids, 14 maart 1974) was een Amerikaanse jazzpianist, componist en arrangeur.
Bean speelde drums in de schoolband, later stapte hij over op de piano. Rond 1920 had hij een groep waarin een jonge Bix Beiderbecke speelde. Daarnaast was hij actief in lokale bands. In 1939 werd hij lid van het orkest van Bob Crosby. In Chicago werkte hij met Muggsy Spanier, Darnell Howard en Bob Scobey, ook arrangeerde hij voor Boyd Raeburn. In de periode 1939-1950 was hij meerdere keren betrokken bij opnames van Jimmy McPartland. In 1944 leidde hij een eigen band. In de jaren zestig was hij onder meer lid van de dixieland-band van George Brunis. In zijn latere jaren trad hij op tijdens verschillende jazzfestivals, ook speelde hij in Cedar Rapids, waar hij op 69-jarige leeftijd overleed.
Enkele composities van Bean zijn "Back Room Blues" (later "Lazy Piano Man" geheten en opgenomen door Spanier) en "I Never Thought I'd Sing the Blues" (opgenomen door Stan Kenton).